# 對比語言學
對比语言学，又譯对照语言学（英語：contrastive linguistics）是旨在比较分析两种语言之间的共同点和差异的实践语言学。
和比较语言学不同的是，对照语言学不考虑历史的观点，是在同样时间和空间（“共时”）纯粹进行语言对照，而比较语言学是站在历史的角度对语言进行比较。另外，比较语言学以音韵和词汇为主要研究对象，对照语言学主要以包含词形成的语法为主要研究对象。

## 相關項目
- 语言
- 语言学
  - 共时语言学
  - 历时语言学